# Rahway Valles
Rahway Valles é um vale no quadrângulo de Elysium em Marte, localizado a 6.4° N e 186.2° W.  Possui 500 km de extensão e recebeu o nome de um rio em Nova Jersey, Estados Unidos.